# アイスランドのターフハウス

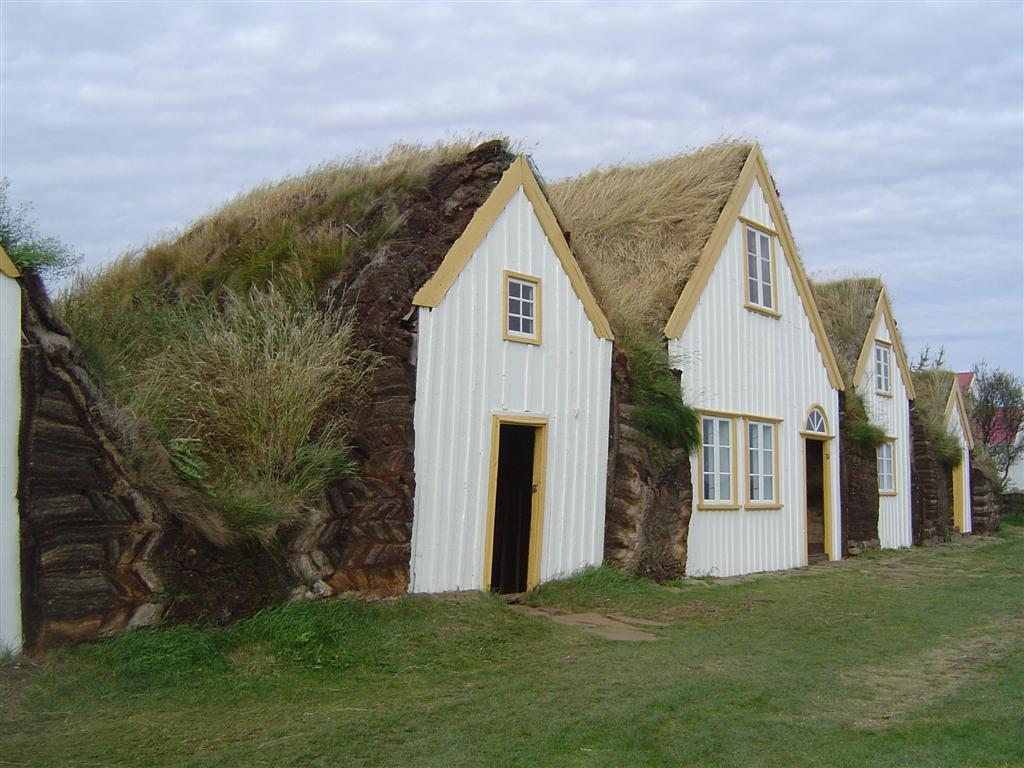
グロイムバイルのburstabær風ターフハウス。

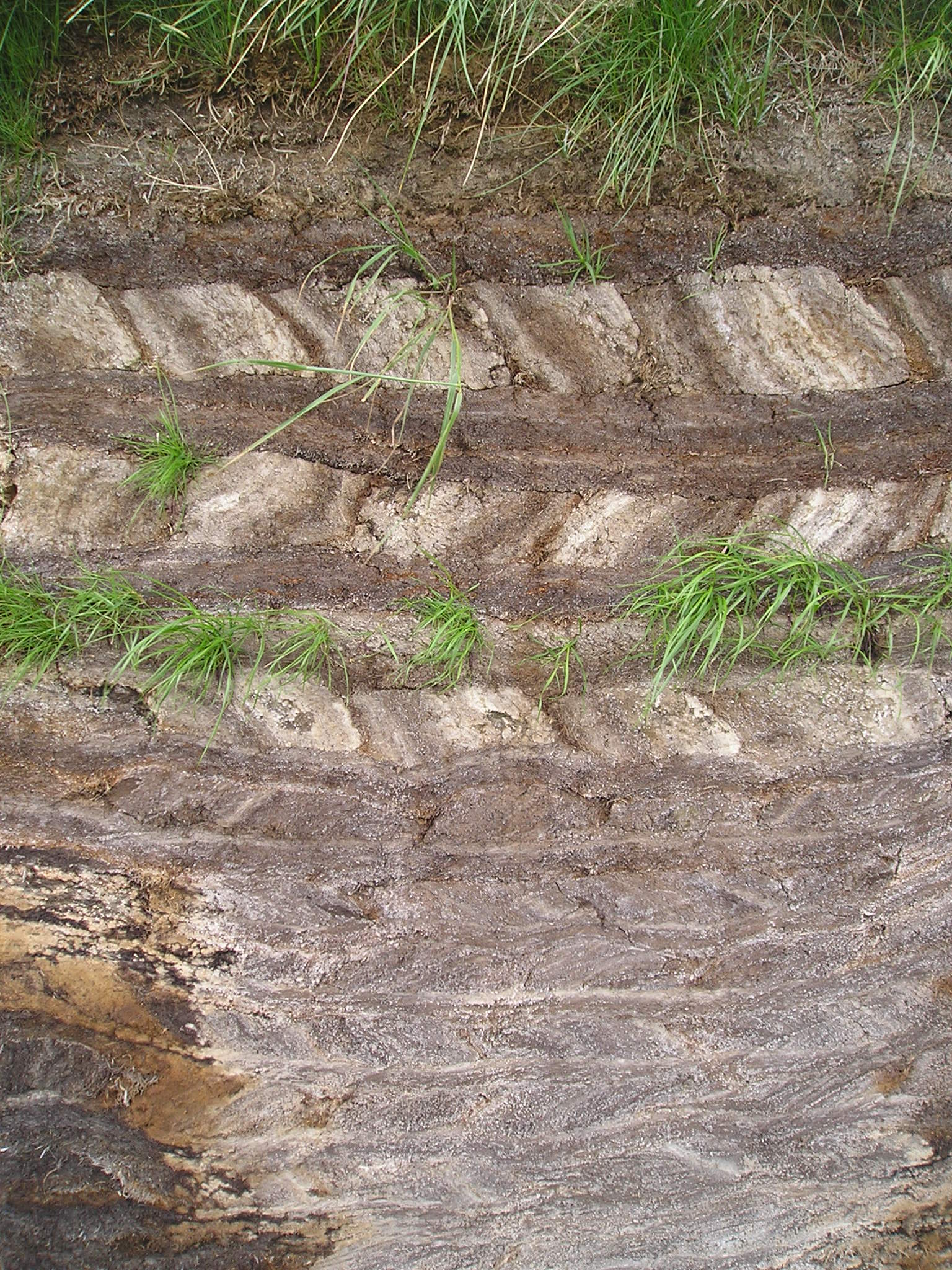
グロイムバイルの泥炭の壁。

アイスランドのターフハウス(アイスランド語: torfbæir)は、単に木々や石で作られたた建物に比べて断熱性に優れたもので、厳しい気候のもと、他の建築素材を十分に集めることが難しかったことから建てられた。